# William Whiston
William Whiston (9 de diciembre de 1667 — 22 de agosto de 1752) fue teólogo, historiador y matemático inglés. Nacido en el seno de una familia muy religiosa, era clérigo de la Iglesia de Inglaterra.

## Infancia y juventud
Después de su ordenación, en 1693, regresó a la Universidad de Cambridge para estudiar matemáticas y ser profesor adjunto de Newton. Se hicieron buenos amigos. Cuando Newton renunció al puesto de profesor lucasiano de matemáticas, unos tres años más tarde, hizo que se nombrara a Whiston en su lugar. Durante su carrera, Whiston pronunció conferencias sobre astronomía y matemáticas, pero la influencia de Newton también lo alentó a interesarse más a fondo en la cronología y la doctrina bíblicas.
Al iniciar esta etapa de su vida, da un giro copernicano a sus creencias y se convierte en una figura de controversia religiosa, cuando disintió de la Iglesia de Inglaterra.
En julio de 1708, Whiston escribió a los arzobispos de Canterbury y de York para que reformaran la doctrina de la Iglesia de Inglaterra en lo que tenía que ver con la enseñanza de la Trinidad, reflejada en el Credo Atanasiano. Como cabía esperar, se le aconsejó prudencia, pese a lo cual Whiston persistió.

## Dudas religiosas
Llegó a ser profesor adjunto de Sir Isaac Newton, siendo considerado como un brillante matemático en Cambridge. Sucedió a Newton como Profesor Lucasiano.
Whiston trabó una fuerte amistad con Newton, hasta el punto de que las inquietudes religiosas de Newton en cuestiones como la enseñanza del dogma de la Trinidad y otras tuvieron una influencia crucial en el aspecto religioso de William Whiston.
Mientras Newton era reservado y temía por su posición, Whiston se mostraba muy franco. De hecho, en 1708 escribió varias cartas a los arzobispos de York y Canterbury, para que la Iglesia de Inglaterra reformara la enseñanza del Dogma de la Trinidad. Incluso se atrevió a escribir un folleto donde exponía sus ideas antitrinitarias.

## Condena y muerte
Las reacciones no se hicieron esperar. La Universidad de Cambridge le negó la impresión de su folleto por considerarlo heterodoxo, se le privó de su cátedra y se le expulsó de la Universidad. Parece que Newton no hizo nada para ayudarlo. También se considera responsable a Newton de excluirlo de la prestigiosa Royal Society.
En 1710 se le acusó de enseñar doctrinas contrarias a las creencias de la Iglesia de Inglaterra y se le sometió a un largo proceso judicial, que duró cinco años.
Sufrió mofa y desprecio y se le estigmatizó como hereje, pero también se ganó el respeto de muchos. William Whiston rechazó las enseñanzas de la Iglesia de Inglaterra en 1714.
Murió el 22 de agosto de 1752, a la edad de ochenta y cinco años.

### Erudición y legado

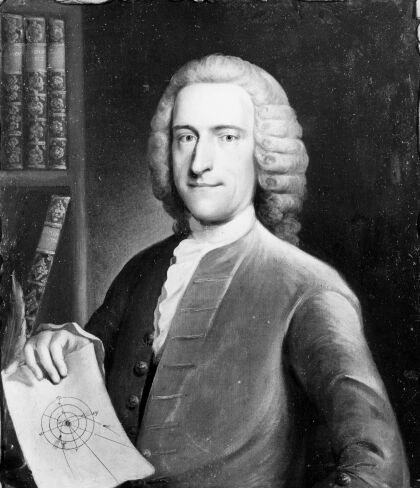
Retrato de Whiston con un diagrama que demuestra sus teorías catastrofistas descritas en A New Theory of the Earth

- Fundó la Sociedad para la Promoción del Cristianismo Primitivo.
- Estudios religiosos
  - Tradujo las Antigüedades judías, de Flavio Josefo en 1736. Aunque existen otras traducciones, los expertos indican que no se ha superado la de Whiston.
  - Primitive Christianity Revived, de cuatro tomos.
  - Primitive New Testament, se publicó en 1745.
  - Códice de Beza, tradujo los Evangelios y Hechos de los Apóstoles.
  - Códice de Clermont, tradujo las Cartas de Pablo.
  - Manuscrito Alejandríno, tradujo Judas y Apocalipsis o Revelación.
- Como matemático y científico trabajó en proyectos para la Royal Navy, como determinar la longitud en el mar. No se adoptaron sus ideas pero la persistencia de este hombre llevó, con el tiempo, a la invención del Cronómetro marino.